# 李兆龍
李兆龍（1512年—？），字孺徵，廣東廣州府南海縣人，民籍，明朝政治人物。

## 生平
嘉靖十三年（1534年）甲午科廣東鄉試第十二名舉人。嘉靖十四年（1535年）中式乙未科會試第二百五十八名，登第三甲第二百一十四名進士。授行人司行人，嘉靖二十六年（1547年）六月選授吏科給事中，十二月升工科右。官至河南按察司佥事、分巡河北道。

## 家族
曾祖李彥祥；祖父李璿；父李喬，母羅氏；繼母蔡氏。具庆下。兄躍龍、從龍。弟爲龍。